# Psychoda articuliga
Psychoda articuliga és una espècie d'insecte dípter pertanyent a la família dels psicòdids que es troba a les illes Filipines.